# Nagydorog, Tolna
Nagydorog  este un sat în districtul Paks, județul Tolna, Ungaria, având o populație de 2.718 locuitori (2011). 

## Demografie
Componența etnică a satului Nagydorog
     Maghiari (87,6%)
     Romi (7,67%)
     Germani (3,2%)
     Necunoscut (0,52%)
     Alții (1,01%)
Componența confesională a satului Nagydorog
     Romano-catolici (36,24%)
     Reformați (24,94%)
     Fără religie (8,68%)
     Luterani (4,42%)
     Necunoscută (25,5%)
     Atei (0,22%)
     Alte religii (6,48%)
Conform recensământului din 2011, satul Nagydorog avea 2.718 locuitori. Din punct de vedere etnic, majoritatea locuitorilor (87,6%) erau maghiari, existând și minorități de romi (7,67%) și germani (3,2%). Apartenența etnică nu este cunoscută în cazul a 0,52% din locuitori. Nu există o religie majoritară, locuitorii fiind romano-catolici (36,24%), reformați (24,94%), persoane fără religie (8,68%) și luterani (4,42%). Pentru 25,5% din locuitori nu este cunoscută apartenența confesională.